# Thái Phúc
Thái Phúc là một xã cũ thuộc huyện Thái Thụy, tỉnh Thái Bình, Việt Nam.
Xã có diện tích 8,3 km², dân số năm 1999 là 7019 người, mật độ dân số đạt 846 người/km².
Là quê hương của Thám hoa Quách Đình Bảo, Hoàng giáp Quách Hữu Nghiêm. Xã gồm các thôn: Phúc Tiền , Phúc Trung, Nha Xuyên, Kỳ Nha, Xuân Phố, Tân Phúc, Đồng Uyên.
Xã có trường Trung học phổ thông Thái Phúc , trường Mầm non Thái Phúc và trường TH và THCS Thái Phúc
Thái Phúc còn có nhiều quán nổi tiếng như : Trung Trang , Lâm Phượng , Huyền Hưng , . . .